# Duńskie Siły Zbrojne
Siły Zbrojne Królestwa Danii (duń. Forsvaret) – wojsko Królestwa Danii. Ich podstawowym zadaniem jest obrona Danii, Wysp Owczych i Grenlandii przed zewnętrzną agresją. Wojsko podlega Ministerstwu Obrony, a jej najwyższym dowódcą jest król Fryderyk X. Dania od 1949 r. jest członkiem NATO.
Wojska Danii w 2014 roku liczyły 25 tys. żołnierzy zawodowych oraz 63 tys. rezerwistów. W Danii służba wojskowa jest obowiązkowa dla mężczyzn i wynosi w zależności od specjalizacji od 4 do 12 miesięcy. Według rankingu Global Firepower (2014) duńskie siły zbrojne stanowią 43. siłę militarną na świecie, z rocznym budżetem na cele obronne w wysokości 4,4 mld dolarów (USD).
Na Duńskie Siły Zbrojne składają się Armia Danii, Królewska Marynarka Wojenna Danii, Królewskie Duńskie Siły Powietrzne i Obrona Terytorialna Danii.

## Armia

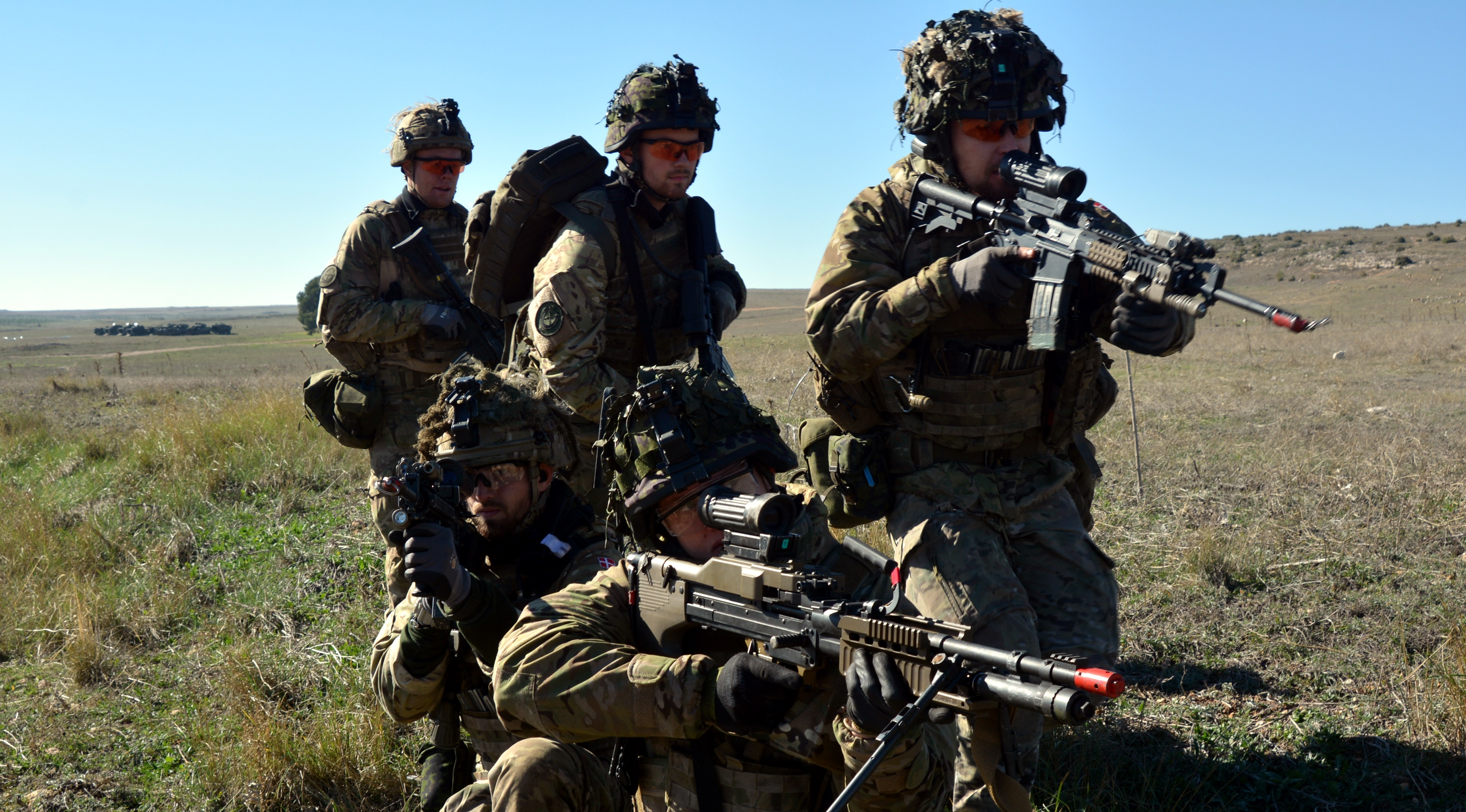
Duńscy żołnierze podczas ćwiczeń Trident Juncture 15

### Liczebność
- Stan pokojowy: 10 000 żołnierzy
- Stan wojenny: 45 000 żołnierzy

### Organizacja
Pułki armii duńskiej:
- Pułk Huzarów Gwardii
  - I Batalion Pancerny
  - V Batalion Pancerny
  - II Batalion Piechoty Zmechanizowanej
  - IV Batalion Piechoty Zmechanizowanej
  - VI Batalion Piechoty Zmotoryzowanej
  - VII Batalion Piechoty Zmotoryzowanej
  - III Batalion Rozpoznawczy
- Pułk Dragonów Jutlandzkich
  - I Batalion Pancerny
  - III Batalion Pancerny
  - V Batalion Rozpoznawczy
- Pułk Gwardii Księcia Henryka
  - I Batalion Piechoty Zmechanizowanej
  - II Batalion Piechoty Zmechanizowanej
  - IV Batalion Piechoty Zmechanizowanej
  - V Batalion Piechoty Zmechanizowanej
  - III Batalion Piechoty Zmotoryzowanej
  - VI Batalion Piechoty Zmotoryzowanej
  - VII Batalion Piechoty Zmotoryzowanej
- Gwardia Królewska
  - I Batalion Piechoty Zmechanizowanej
  - II Batalion Piechoty Zmechanizowanej
  - III Batalion Piechoty Zmechanizowanej
  - IV Batalion Piechoty Zmotoryzowanej
  - V Batalion Piechoty Zmotoryzowanej
  - VI Batalion Piechoty Zmotoryzowanej
  - VII Batalion Piechoty Zmotoryzowanej
- Siły Specjalne (Korpus Strzelców)
- Duński Pułk Artylerii
- Pułk Inżynieryjny
- Pułk Telegraficzny (łączności)
- Pułk Taborów (logistyczny)
- Żandarmeria Wojskowa

Organizacja armii duńskiej czasu pokoju:
- Dywizja Duńska
  - 1. Brygada
    - 1. 'Jutlandzki' Batalion Pancerny
    - 1. Batalion Zmechanizowany Gwardii Królewskiej
    - 1. Batalion Zmechanizowany Huzarów Gwardii
    - Batalion Rozpoznawczy Huzarów Gwardii
    - 1. Batalion Duńskiego Pułku Artylerii
    - 1. Kompania Saperów
    - 1. Batalion Logistyczny
    - 1. Kompania Żandarmerii

  - 2. Brygada
    - 2. Batalion Zmechanizowany Gwardii Królewskiej
    - 2. Batalion Zmechanizowany Huzarów Gwardii
    - 4. Batalion Zmechanizowany Huzarów Gwardii
    - 4. Batalion Zmororyzowany Gwardii Królewskiej
    - 2. 'Jutlandzki' Batalion Szkolny
    - 4. 'Jutlandzki' Batalion Szkolny
    - 2. Batalion Duńskiego Pułku Artylerii
    - 2. Batalion Inżynieryjny
    - 2. Batalion Logistyczny
    - 2. Batalion Łączności
    - 2. Kompania Żandarmerii

  - 3. Batalion Namierzania Celów
  - Batalion Przeciwlotniczy
  - 3. Batalion Inżynieryjny
  - 3. Batalion Łączności
  - 3. Kompania Walki Radioelektronicznej
  - 3. Kompania Żandarmerii
  - Kompania CIMIC
- Duńskie Międzynarodowe Centrum Logistyczne
  - 5. Batalion Logistyczny
  - 5. Narodowy Batalion Logistyczny
- 5. Batalion Łączności
- Korpus Strzelców

### Uzbrojenie
- karabiny Diemaco C7 i C8 (kanadyjska wersja M16)
- karabiny maszynowe MG3 i Diemaco LSW
- granatniki Carl Gustaf
- granatniki ppanc. AT-4
- czołgi Leopard 1 (130 sztuk)
- czołgi Leopard 2A5 (55 sztuk)
- bojowy wóz piechoty CV9035DK (45 sztuk)
- transportery opancerzone M113 (300 sztuki)
- transportery opancerzone Piranha III (20 sztuki)
- transportery opancerzone (ambulansy) Sisu XA-185 (10 sztuk)
- działa samobieżne M109 kal. 155 mm (75 sztuk)
- Działa M101 kal. 105 mm (5 sztuk)
- moździerze 120 mm Brant (155 sztuk)
- Lekkie moździerze EXPAL
- łaziki mercedes W463
- Samochody HMMWV

## Marynarka Wojenna

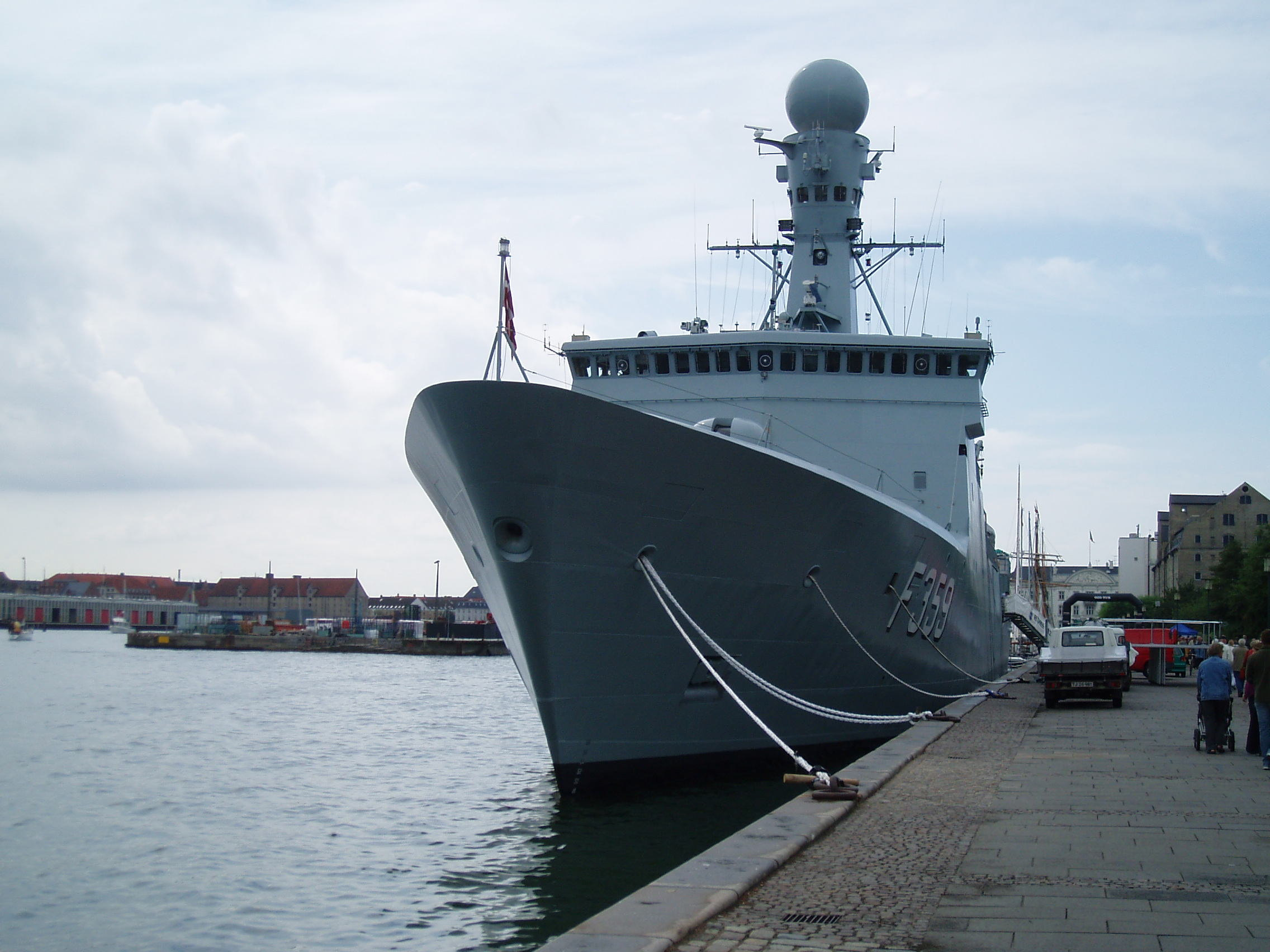
Oceaniczny okręt patrolowy "Vaedderen

### Liczebność
- Stan pokojowy: 4000 żołnierzy
- Stan wojenny: 7000 żołnierzy

### Organizacja
- 1 Flotylla
- 2 Flotylla
- Mobilny Zespół Logistyczny Marynarki Wojennej
- Siły Specjalne (Korpus Płetwonurków)

### Uzbrojenie
- 2 okręty dowodzenia i wsparcia typu Absalon
- 4 fregaty typu Thetis
- 3 korwety typu Niels Juel
- 14 okrętów patrolowych typu Flyvekisen (4 zmodyfikowane jako trałowce i 4 jako okręty rakietowe)
- 7 okrętów patrolowych typu Barsoe
- 3 arktyczne okręty patrolowe typu Agdlek
- 4 trałowce typu MSF
- 6 trałowców typu MRD
- 1 trałowiec typu Holm
- 3 lodołamacze
- 6 okrętów patrolowania łowisk
- 3 okręty transportowe
- 8 okrętów badawczych
- 5 okręty wsparcia
- 4 kutry desantowe
- 3 barki
- 2 holowniki
- 2 kutry ochronne
- 4 okręty szkolne
- królewski jacht „Danneborg”

## Siły Powietrzne

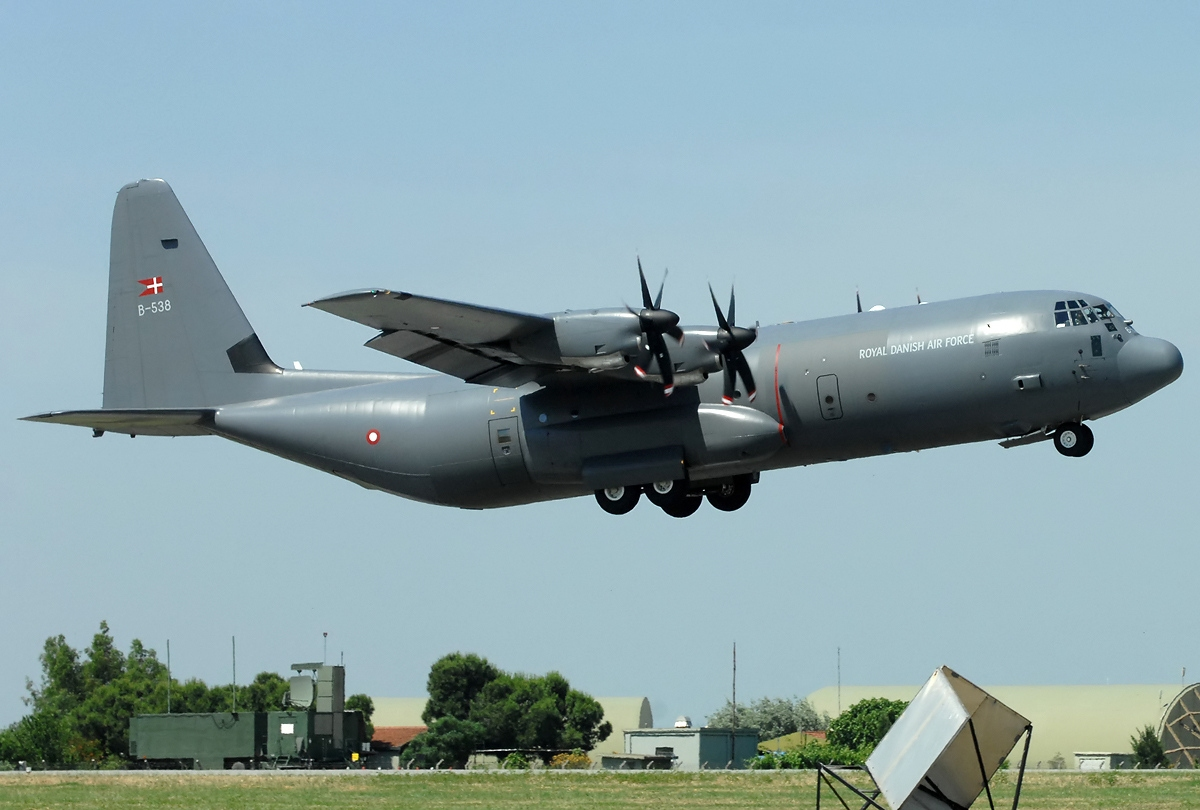
C-130 Hercules Duńskich Sił Powietrznych

### Liczebność
- Stan pokojowy: 3700 żołnierzy
- Stan wojenny: 10 000 żołnierzy

### Organizacja
- Skrzydło Myśliwskie (eskadry 727 i 730)
- Skrzydło Transportowe (eskadra 721)
- Skrzydło Śmigłowców
  - Eskadra 722 (śmigłowców poszukiwawczo-ratunkowych)
  - Eskadra 724 (śmigłowców Armii)
  - SHT (śmigłowce Marynarki Wojennej)

### Uzbrojenie
- 30 myśliwców F-16 Fighting Falcon
- 4 samolotów transportowe C-130 Hercules
- 3 samolotów do przewozu VIP-ów Challenger CL604
- 14 śmigłowców poszukiwawczo-ratunkowych AW-101
- 8 śmigłowców Eurocopter Fennec
- 7 śmigłowców Westland Lynx
- 27 samolotów szkolnych Saab T-17
- 5 baterii rakiet przeciwlotniczych DEHAWK

## Obrona Terytorialna
Obrona Terytorialna jest formacją milicyjną mobilizowaną na wypadek wojny. Powstała w 1945 r. Liczy 55 000 członków (2005 r.), szkolonych przez 250 zawodowych oficerów. Składa się z:
- Lądowej Obrony Terytorialnej – wspiera regularną armię, największa część OT
- Morskiej Obrony Terytorialnej – do ochrony wód terytorialnych i akcji ratunkowych. Dysponuje 30 okrętami
- Powietrzna Obrona Terytorialna – jej głównym zadaniem jest ochrona lotnisk
- Infrastrukturalna Obrona Terytorialna  – ma zapewnić funkcjonowanie przemysłu w trakcie zagrożenia i wojny.

## Misje zagraniczne
- misja stabilizacyjna NATO w Afganistanie (ISAF) – 320 żołnierzy
- misja stabilizacyjna w Iraku – 550 żołnierzy
- misja pokojowa NATO w Kosowie (KFOR) – 380 żołnierzy
- misja pokojowa ONZ w Saharze Zach. (MINURSO) – 5 obserwatorów
- misja pokojowa ONZ w Kongo (MONUC) – 5 obserwatorów
- misja polityczna ONZ w Afganistanie (UNAMA) – 5 obserwatorów
- misja ONZ w Iraku (UNAMI) – 10 obserwatorów
- misja pokojowa ONZ w Etiopii i Erytrei (UNMEE) – 5 obserwatorów
- misja pokojowa ONZ w Kosowie (UNMIK) – 5 obserwatorów
- misja pokojowa ONZ w Liberii (UNMIL) – 5 obserwatorów
- misja pokojowa ONZ w Sudanie (UNMIS) – 20 żołnierzy i obserwatorów
- misja pokojowa ONZ w Indiach i Pakistanie (UNMOGIP) – 10 obserwatorów
- misja pokojowa ONZ w Gruzji (UNOMIG) – 5 obserwatorów
- misja pokojowa ONZ na Bliskim Wschodzie (UNTSO) – 15 obserwatorów

3 arktyczne okręty patrolowe i okręt zwiadowczy stacjonują na Grenlandii. Tamże znajduje się baza Sił Powietrznych USA – Thule Air Force Base.

## Budżet
W 2006 r. Dania wydała na wojsko 20 mld koron duńskich, czyli 3,5 mld USD (1,5% PKB). 45% pieniędzy wydano na personel wojskowy, cywilny i poborowych, 44% na utrzymanie i obsługę sprzętu, 10% na zakup i modernizację sprzętu i 1% na prace budowlane.

## Dawna armia duńska

### Organizacja w 1864 roku
- 1 Dywizja (1., 2., 3. Brygada Piechoty, 4., 5., 6. szwadron kawalerii, 2., 10. bateria artylerii, oddział saperów)
- 2 Dywizja (4., 5., 6. Brygada Piechoty, 2., 4., 6. szwadron kawalerii, 7., 9. bateria artylerii, oddział saperów)
- 3 Dywizja (7., 8., 9. Brygada Piechoty, 1., 2., 3. szwadron kawalerii, 11., 12. bateria artylerii, oddział saperów)
- 4 Dywizja (1., 2. Brygada Kawalerii, 5. bateria artylerii)
- Rezerwa piechoty (2 pułki)
- Artyleria Armijna (5 baterii artylerii i 6 kompanii fortecznych)
- Dowództwo Saperów
- Gwardia Królewska (oddziały piesze i konne)
- Kilka innych małych jednostek samodzielnych

### Organizacja w kwietniu 1940 roku
- Dywizja Zelandzka (Kopenhaga)
  - Gwardia Królewska
  - 1., 4., 5. pułk piechoty
  - pułk huzarów gwardii
  - 1., 2. pułk artylerii polowej
  - 13. oddział artylerii przeciwlotniczej
  - 1. batalion inżynieryjny
- Dywizja Jutlandzka (Viborg)
  - 2., 3., 6., 7. pułk piechoty
  - pułk dragonów jutlandzkich
  - 3. pułk artylerii polowej
  - 14. oddział artylerii przeciwlotniczej
  - 2. batalion inżynieryjny
- Pułk Obrony Powietrznej
- Pułk Inżynieryjny
- Pułk Telegraficzny (łączności)
- Obrona Bornholmu
- Tabory i inne

Razem 28 batalionów piechoty (w tym 2 rowerowe), 3 batalionów Gwardii Królewskiej, 4 szwadrony kawalerii, 6 szwadronów cyklistów, 2 szwadrony samochodów pancernych, 33 baterie artylerii polowej (12 ciągnionych, 12 zmotoryzowanych, 9 ciężkich), 7 kompanii armat ppanc., 1 kompania artylerii pułku, 9 baterii dział plot., 6 kompanii saperów, 5 kompanii łączności, 2 kompanie transportowe i inne.
Lotnictwo Duńskie miało 4 eskadry i 64 samoloty – 20 myśliwców (Gloster Gauntlet i Fokker D.XXI), 28 samolotów zwiadowczych i 16 samolotów szkolnych.
Królewska Marynarka Wojenna posiadała 2 pancerniki obrony wybrzeża, 6 kutrów torpedowych, 11 okrętów podwodnych, 3 stawiacze min, 9 trałowców, 4 inne okręty, lotnictwo (28 samolotów, w tym 2 torpedowce Hawker Dantorp i 8 myśliwsko-bombowych Hawker Nimrod) oraz artylerię nadbrzeżną (8 fortów i ok. 100 dział).
W 1940 r. Duńskie Siły Zbrojne miały ok. 14 500 żołnierzy, w tym ok. 8000 rekrutów. Gdy Dania została zaatakowana przez Niemców 9 kwietnia 1940 r., wojsko było niezmobilizowane, źle uzbrojone i kiepsko wyszkolone. Po kilku godzinach lokalnych potyczek (w tym odparcie przez Gwardię Królewską desantu niemieckiego w Kopenhadze) o godzinie 9.20 Dania skapitulowała. Straty duńskie wyniosły 13 zabitych i 32 rannych. Patrz: Walki niemiecko-duńskie w południowej Jutlandii 9 kwietnia 1940. Formalnie Dania zachowała niepodległość, nawet armia nie została rozwiązana. Niedługo potem wojska brytyjskie zajęły Islandię i Wyspy Owcze (by nie dopuścić do zajęcia ich przez Niemcy), a Grenlandię zajęły w 1941 r. wojska amerykańskie. W 1943 r. duńska flota zbuntowała się i wysadziła w powietrzne większość swych okrętów, część próbowała uciec do Szwecji. Danię wyzwolono po kapitulacji Niemiec w 1945 r., jednak Bornholm został zajęty przez wojska radzieckie i oddany dopiero rok później. Straty wojenne wyniosły ok. 1000 zabitych żołnierzy i ok. 3000 zabitych cywilów.